# Liberadz
Liberadz – wieś sołecka w Polsce położona w województwie mazowieckim, w powiecie mławskim, w gminie Szreńsk.
| SIMC    | Nazwa   | Rodzaj    |
| ------- | ------- | --------- |
| 1055842 | Zarąbki | część wsi |
| 0127812 | Zaręby  | część wsi |

W latach 1954–1959 wieś należała do gromady Rochnia. Po zniesieniu w dniu 31 grudnia 1959 gromady Rochnia w jej miejsce utworzono gromadę Liberadz do której Liberadz przynależał i był siedzibą jej władz. W latach 1975–1998 miejscowość administracyjnie należała do województwa ciechanowskiego.